# کمونیسم جنگی
کمونیسم جنگی (به روسی: Военный коммунизм) نام نظامی اقتصادی و سیاسی بود که در جریان جنگ داخلی روسیه از ۱۹۱۸ تا ۱۹۲۱، در جمهوری فدراتیو سوسیالیستی روسیه شوروی وجود داشت. مطابق تاریخ‌نگاری شوروی، بلشویک‌ها این سیاست را اتخاذ کردند تا برای شهرها و ارتش سرخ غذا و اسلحه مورد نیاز را فراهم کنند زیرا شرایط جنگ داخلی مانع از ادامه مکانیزم‌ و روابط اقتصادی معمول شده بود.